# Enicospilus paniscus
Enicospilus paniscus là một loài tò vò trong họ Ichneumonidae.